# シャルロッテ・ブルース・クリステンセン
シャルロッテ・ブルース・クリステンセン（Charlotte Bruus Christensen、1978年3月20日 - ）は、デンマークの撮影監督である。『ガール・オン・ザ・トレイン』や『フェンス』などの撮影を手がけている。2014年、ボディル賞を受賞した。2015年、雑誌『バラエティ』で「注目すべき10人の撮影監督」に選出された。

## フィルモグラフィー

### 長編映画
- 光のほうへ Submarino （2010年）
- 偽りなき者 Jagten （2012年）
- ディーン、君がいた瞬間 Life （2015年）
- 遥か群衆を離れて Far from the Madding Crowd （2015年）
- ガール・オン・ザ・トレイン The Girl on the Train （2016年）
- フェンス Fences （2016年）
- モリーズ・ゲーム Molly's Game （2017年）
- クワイエット・プレイス A Quiet Place （2018年）
- ザ・バンカー The Banker （2020年）